# Кедрин-Рудницький Іван
Іва́н Іва́нович Ке́дрин (інколи Ке́дрин-Рудни́цький; справжнє прізвище — Рудни́цький; 22 квітня 1896, Ходорів, Королівство Галичини і Володимирії, Австро-Угорська імперія, тепер Стрийський район, Львівська область — 4 березня 1995, Джерсі-Сіті, Нью-Джерсі, США) — український історик, політичний діяч і журналіст. Дійсний член НТШ, член Президії НТШ в Америці, почесний доктор УВУ.

## Життєпис

Юрій Тамарський, Іван Кедрин (посередині), Іван Цапко

Народився в інтеліґентській галицькій родині Рудницьких. Його батько, Іван Рудницький, працював нотаріусом, мати Іда Шпіґель, походила з галицького єврейського роду. Проти цього зв'язку протестували обидві родини, через що їх шлюб відбувся лише через 10 років від часу їхнього знайомства, по смерті матері Івана Рудницького. Іда, щоб вийти за нього заміж, втекла з дому та в монастирі сестер бенедиктинок прийняла християнство, змінивши ім'я на Ольга. 
Навчався у гімназії в Бережанах, потім у українській академічній гімназії Львова, яку закінчив з відзнакою у 1914 році. З 1915 як вояк австрійської армії брав участь у бойових діях Першої світової війни. У 1916 потрапив у російський полон: відбував його у таборі в Забайкаллі. Після Лютневої революції в Росії (1917) переїхав у Київ, де працював в державних установах освіти УНР та Гетьманату. Після зайняття Києва Червоною Армією в січні 1919 виїхав до Вінниці, де вступив до Армії УНР, брав участь у боях, працював референтом військової газети «Ставка». За відвагу був відзначений Хрестом Симона Петлюри.
З липня 1920 року в еміграції у Відню (Австрія). 1922 закінчив філософський факультет Віденського університету. Під час навчання в 1920—1922 редагував разом з В.Піснячевським, В.Мурським, А.Хомиком журнал «Воля» (останні три числа — «Воля України»). Саме тоді почав вживати псевдо Кедрин. У вересні 1922 повернувся до Львова, де плідно займався журналістською діяльністю. Співпрацював у газеті «Діло» (за рекомендацією Є.Коновальця) в 1922—1939 роках (з кількамісячною перервою в 1925), в 1925—1931 — кореспондент «Діла» і пресовий референт Української Парляментарної Репрезентації у Варшавському сеймі, довголітній секретар Товариства письменників і журналістів у Львові. У 1937—1939 спільно з Іваном Німчуком та Володимиром Кузьмовичем був фактичним колегіальним редактором газети «Діло» (формальним редактором був Василь Мудрий) і очолював політичний відділ газети.
У 1920-1930-х рр. політична діяльність була тісно пов'язана з екзильним урядом УНР та найвпливовішою політичною партією в Західній Україні — Українським Національно-Демократичним Об'єднанням, членом Центрального Комітету якого він був. Відповідав за підтримання зв'язків між УНДО і Організації Українських Націоналістів, контакти УНДО з екзильним урядом УНР.
Окупація Галичини радянськими військами у вересні 1939 змусила виїхати до Кракова, де працював в редакції української газети Краківські вісті. З 1944 проживав в Австрії, де протягом 1946—1949 очолював Українське Центральне Допомогове Об'єднання в Австрії. 1949 — емігрував у США. З 1953 до 1973 працював у редакції газети «Свобода» — першого українського щоденного видання на Американському континенті.
Брав активну участь у політичному, науковому та громадському житті української еміграції. Деякий час виконував обов'язки голови Президії Української Національної Ради в екзилі, був Головою Ради Народних Міністрів УНР в екзилі (1976—1978). Був членом ЦК УНДО, головою Спілки українських журналістів в Америці, заступником голови НТШ в Америці, співредактор органу Об'єднання бувших вояків українців в Америці «Вісті Комбатанта» (з 1961).
Його сестрою була Мілена Рудницька.

## Автор книг
- «Берестейський мир: спомини і матеріали» (1928)
- «Золоті ворота» (1937)
- «Причини упадку Польщі» [Архівовано 29 травня 2014 у Wayback Machine.] (1940)
- «Паралелі з історії України» (1971)
- «Життя-події-люди» [Архівовано 17 березня 2013 у Wayback Machine.] (1976).
- «В межах зацікавлення» (збірник вибраних статей, 1986).